# Casa Toríbio
La Casa Toríbio és una important masia del poble de Claramunt, a l'antic terme de Fígols de Tremp, pertanyent actualment al municipi de Tremp. Està situada al sud-oest de Claramunt, a la mateixa carena que Casa Fumàs, i també al seu sud-oest. És dalt del coster de la riba dreta del barranc de la Vileta. Tot i ser en el rodal de Claramunt, eclesiàsticament Casa Toríbio, en algun document esmentada com a Casa Torígio, pertanyia a la parròquia de Castissent. Aquesta casa té annexa la capella de Santa Anna.
Es tracta d'una masia integrada per un habitatge davant del qual es troba una era semicircular amb diversos corrals. L'habitatge està format per diverses naus unides entre si i situades a diferent nivell sobre el terreny, aprofitant el marge del bancal on està situat per recolzar un dels seus laterals. Consta de planta, pis i golfes. Està construïda amb pedra del país sense treballar rejuntada amb fang. El parament queda a la vista. Disposa diverses obertures distribuïdes de manera desendreçada. La porta d'accés és d'arc de mig punt adovellat. Sobre de la porta hi ha un balcó amb llinda que ha perdut la barana. Entre les obertures destaca el conjunt d'espitlleres de la façana nord. A la banda sud-est hi ha una zona porxada amb dues grans arcades. La coberta és a dues vessants i està feta amb embigat de fusta cobert amb llosa.